# Challenge de France féminin 2009/10

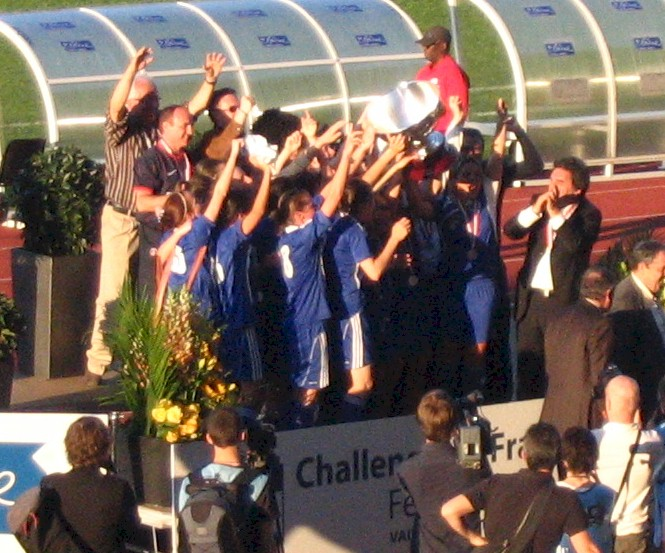
Die Frauen von PSG unmittelbar nach der Pokalübergabe

Der Wettbewerb um den Challenge de France féminin in der Saison 2009/10 war die neunte Ausspielung des französischen Fußballpokals für Frauenmannschaften. Titelverteidiger war der HSC Montpellier. Montpellier erreichte bei dieser Ausspielung erneut das Finale, unterlag darin allerdings den Frauen von Paris Saint-Germain, denen damit bei ihrer zweiten Endspielteilnahme ihr erster Pokalgewinn gelang.
Der Wettbewerb wird nach dem klassischen Pokalmodus ausgetragen; das heißt insbesondere, dass die jeweiligen Spielpaarungen ohne Setzlisten oder eine leistungsmäßige bzw. regionale Vorsortierung der Vereine aus sämtlichen noch im Wettbewerb befindlichen Klubs ausgelost werden und lediglich ein Spiel ausgetragen wird, an dessen Ende ein Sieger feststehen muss (und sei es durch Elfmeterschießen – eine Verlängerung bei unentschiedenem Stand nach 90 Minuten war nicht vorgesehen), der sich dann für die nächste Runde qualifiziert, während der Verlierer ausscheidet. Auch das Heimrecht wird – mit Ausnahme des Finales, das auf neutralem Platz an jährlich wechselnden Orten stattfindet – für jede Begegnung durch das Los ermittelt, jedoch mit der Einschränkung, dass Klubs, die gegen eine mindestens zwei Ligastufen höher spielende Elf anzutreten haben, automatisch Heimrecht bekommen.
Nach Abschluss der von den regionalen Untergliederungen des Landesverbands FFF organisierten Qualifikationsrunden griffen im Sechzehntelfinale auch die zwölf Erstligisten in den Wettbewerb ein.

## Sechzehntelfinale
Spiele am 20./21. Februar, ein ausgefallenes Match am 3. März 2010. Die Vereine der beiden höchsten Ligen sind mit D1 bzw. D2 gekennzeichnet.
| - AS Montigny-le-Bretonneux (D1) – Paris Saint-Germain (D1) 1:2 - AS Algrange (D2) – Juvisy FCF (D1) 0:2 - ES Arpajon (D2) – HSC Montpellier (D1) 1:8 - FC Tours (D2) – ASJ Soyaux (D1) 2:5 - FF Issy (D2) – CS Mars Bischheim (D2) 3:1 - AS Muret (D2) – FCF Monteux (D2) 2:0 - Arras FA – ES Cormelles 7:0 - FC Woippy – CS Nivolas Vermelle 2:1 | - ESOF La Roche (D1) – Stade Saint-Brieuc (D1) 1:3 - FCF Nord-Allier Yzeure (D1) – Olympique Lyon (D1) 1:9 - FC Toulouse (D1) – AS Saint-Étienne (D1) 1:7 - FC Évreux (D2) – FCF Hénin-Beaumont (D1) 0:3 - FCF Condé-sur-Noireau (D2) – US Gravelines (D2) 2:0 - CPBB Rennes (D2) – ES Blanquefort (D2) 1:1 (3:1 i. E.) - UC Le Mans (D2) – USC Corné 0:0 (4:3 i. E.) - CS Aulnat – FF Redessan Nîmes Métropole 1:1 (5:3 i. E.) |

## Achtelfinale
Spiele am 7. März 2010
| - HSC Montpellier (D1) – FF Issy (D2) 3:1 - Olympique Lyon (D1) – AS Muret (D2) 9:0 - Arras FA – Stade Saint-Brieuc (D1) 1:4 - FC Woippy – CS Aulnat 1:1 (2:4 i. E.) | - Juvisy FCF (D1) – AS Saint-Étienne (D1) 2:0 - Paris Saint-Germain (D1) – UC Le Mans (D2) 0:0 (5:4 i. E.) - ASJ Soyaux (D1) – CPBB Rennes (D2) 5:2 - FCF Hénin-Beaumont (D1) – FCF Condé-sur-Noireau (D2) 6:1 |

## Viertelfinale
Spiele am 21. März 2010
| - ASJ Soyaux (D1) – Olympique Lyon (D1) 0:2 - CS Aulnat – HSC Montpellier (D1) 0:2 | - Stade Saint-Brieuc (D1) – Juvisy FCF (D1) 0:3 - FCF Hénin-Beaumont (D1) – Paris Saint-Germain (D1) 2:4 |

## Halbfinale
Spiele am 25. April 2010
| - HSC Montpellier (D1) – Juvisy FCF (D1) 3:1 | - Paris Saint-Germain (D1) – Olympique Lyon (D1) 1:1 (3:2 i. E.) |

## Finale
Spiel am 23. Mai 2010 im Stade Robert-Bobin von Bondoufle vor 4.200 Zuschauern
- Paris Saint-Germain – HSC Montpellier 5:0 (1:0)

### Aufstellungen
Paris: Bérangère Sapowicz – Laure Boulleau, Sabrina Delannoy , Nonna Debonne, Julie Soyer – Élise Bussaglia, Nora Coton-Pelagie (Gwenaëlle Pelé, 72.), Caroline Pizzala, Jessica Houara (Stéphanie Legrand, 90.) – Candice Prévost, Ingrid Boyeldieu (Zohra Ayachi, 58.)
Trainer: Camille Vaz
Montpellier: Céline Deville – Ludivine Diguelman, Cynthia Viana, Sabrina Viguier , Faustine Roux (Delphine Blanc, 76.) – Hoda Lattaf, Mélissa Plaza, Lalia Dali (Nora Hamou Maamar, 46.), Marine Pervier (Charlotte Lozé, 46.) – Viviane Asseyi, Marie-Laure Delie
Trainerin: Sarah M’Barek
Schiedsrichterin: Sabine Bonnin

### Tore
1:0 Boyeldieu (19.)

2:0 Pizzala (54.)

3:0 Coton Pelagie (68.)

4:0 Bussaglia (72.)

5:0 Pizzala (85.)